# Ла-Карбальеда

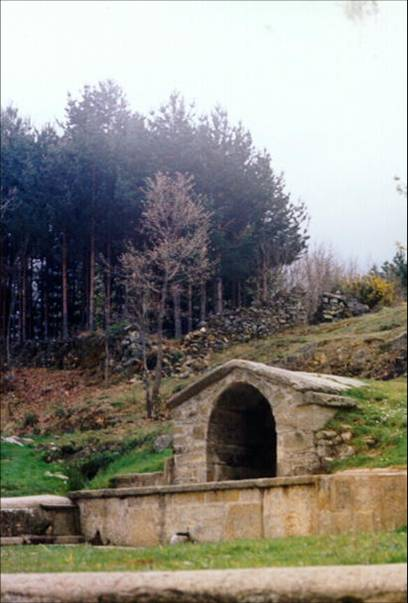
Каньо де Вильярдесьервос

Ла-Карбальеда (исп. La Carballeda) — историческая область и район (комарка) в Испании, находится на северо-западе провинции Самора. Его площадь составляет 1 216,54 км ².
Несмотря на ярко выраженную индивидуальность его жителей, этому исторической области не удалось достичь необходимого правового признания для административного развития. Поэтому её муниципалитеты организовались в манкомунидад, единственную юридическую формулу, которая позволила области управлять своими государственными муниципальными ресурсами по назначению. Столица провинции Момбуэй и самый густонаселенный город Вильярдесьервос, хотя его население составляет лишь 491 чел. Название 'La Carballeda' произошло от произрастающего в большом количестве черешчатого дуба, называемого в комарке carballos.
Горный хребет Сьерра-де-ла Кулебра, одна из немногих областей в Западной Европе, имеющих значительное число диких волков, расположен на юго-западе комарки.

## Муниципалитеты
Ла-Карбальеда разделена на 12 муниципальных образований, которые, в свою очередь, включают в себя несколько районов или деревень, некоторые из которых принадлежат к соседней области Санабрия.
1. Мансаналь-де-Арриба
2. Момбуэй
3. Рионегро-дель-Пуэнте

## Культура
Особенностями местной музыки являются традиционные волынка и бубен, а также неофициальный гимн района "Ronda de Carballeda", сопровождаемый этими традиционными инструментами.